# Paolo Meneguzzi

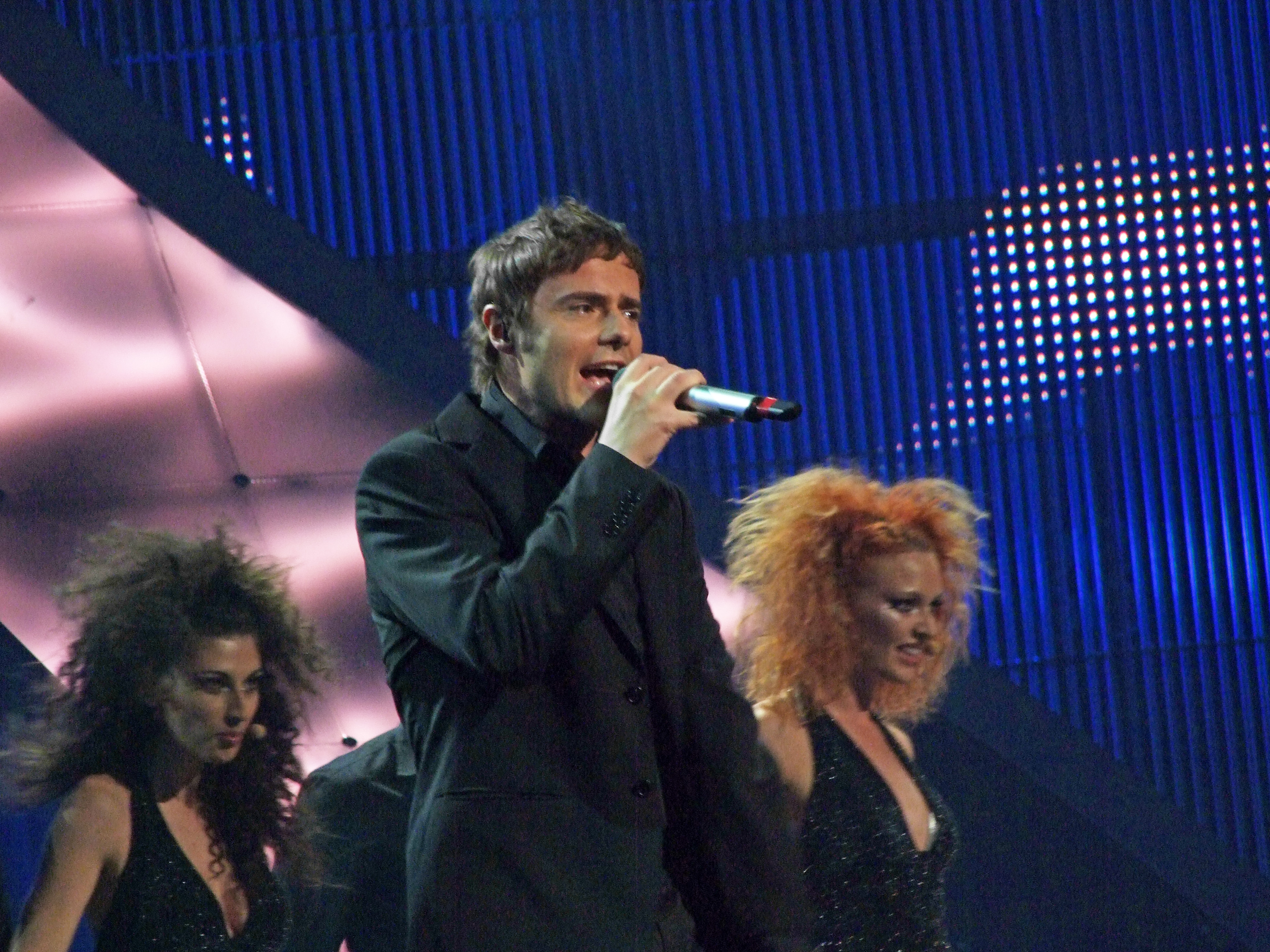
Paolo Meneguzzi

Paolo Meneguzzi (Lugano (Zwitserland), 6 december 1976) is een Italiaans-Zwitserse zanger, meestal zingt hij popmuziek. Zijn echte naam is Pablo Meneguzzo.
In 1996, nog steeds onbekend in Italië, won hij tot ieders verrassing het internationaal songfestival van Viña del Mar in Chili. Zijn debuut in Italië was op het Festival van San Remo in 2001 met Ed io non ci sto più. Zijn eerste hit was In nome dell'amore uit 2002, die zo'n beetje overal ter wereld enige succes genoot. Zijn tweede en derde hit waren Vero falso en Lei è. In 2004 ging hij opnieuw naar San Remo, met het lied Guardami negli occhi (prego). Het liedje Baciami werd in Italië de zomerhit van 2004.
In 2005 nam Paolo wederom deel aan het Festival van San Remo met het nummer Non capiva che l'amavo en bracht vervolgens het album Favola uit.
In 2007 bracht hij de single Ti amo ti odio uit. Het daaropvolgende jaar vertegenwoordigde hij Zwitserland op het Eurovisiesongfestival 2008 in Belgrado met de ballade Era Stupendo. Dit nummer is samen met Grande, waarmee hij in 2008 de zesde plaats bereikte op het Festival van Sanremo, te vinden op het album Corro via.

## Discografie

### Albums
- 1997 - Por Amor
- 1998 - Paolo
- 1999 - Emociones
- 2001 - Un sogno nelle mani
- 2003 - Lei è
- 2005 - Favola
- 2007 - Musica
- 2007 - Live Musica Tour
- 2008 - Corro Via

### Singles
- 1996 - Arià Ariò
- 1996 - Sei La Fine Del Mondo
- 2001 - Ed io non ci sto più
- 2001 - Mi Sei Mancata
- 2001 - Quel Ti Amo Maledetto
- 2002 - In Nome Dell'Amore (#10 FRA , #25 SWI)
- 2003 - Verofalso (#9 ITA)
- 2003 - Lei è
- 2004 - Guardami Negli Occhi(Prego) (#3 ITA)
- 2004 - Baciami
- 2004 - Una Regola D'Amore
- 2005 - Non Capiva Che L'Amavo (#7 ITA , #72 SWI)
- 2005 - Sara
- 2005 - Lui e Lei
- 2007 - Musica
- 2007 - Ti Amo Ti Odio
- 2007 - Ho Bisogno D'Amore
- 2008 - Era Stupendo (#11 SWI)
- 2008 - Grande